# معمودية
المعمودية أو العِماد أو التعميد طقس إدخال وتبنٍّ مسيحي، يكون دائمًا تقريبًا بالماء، ويدخل فيه الإنسان في المسيحية. يمكن تنفيذ الطقس برشّ الماء أو سكبه على الرأس، أو بالغمس في الماء جزئيًّا أو كلّيًّا، والتقليد أنه يكون ثلاث مرّات كل مرة لأقنوم من الثالوث المقدس. تروي الأناجيل الإزائية أن يوحنّا المعمدان عمّد يسوع. المعمودية من الأسرار المقدسة عند معظم الكنائس، وهي ترسيم عند الباقين. المعمودية حسب الصيغة الثالوثية، وهي أشيَع الفرق المسيحية السائدة، أساسٌ للمسكونية المسيحية، وهي مفهوم الوحدة بين المسيحيين. تسمّى المعمودية أيضًا تمسيحًا، ولكن البعض يحتفظ بكلمة التمسيح لمعمودية الأطفال. في بعض الفرق المسيحية، كالكنائس اللوثرية، يكون العماد بابًا للعضوية في الكنيسة، إذ يقسم المرشّحون أقسامًا معمودية. وقد اشتقت الكنيسة المعمدانية وغيرها اسمها من المعمودية.
وُصفت الشهادة في تاريخ الكنيسة المبكرة أنها «معمودية بالدم»، وبذلك أُتيح خلاص الشهداء الذين لم يعمّدوا بالماء. بعد ذلك، شرعت الكنيسة الكاثوليكية معمودية الرغبة، وهي أن الذين يتهيّؤون للمعمودية ثم يموتون قبل أن تجري، في عداد المخلَّصين. يعتقد بعض المسيحيين أن المعمودية ضرورة للخلاص، ولكن بعض الكتّاب، مثل هولدريخ زوينكلي (1484–1531) رفض ضروريتها.
جمعية الأصدقاء الدينية وجيش الخلاص لا يمارسون التعميد أبدًا. بين الفرق التي تعتمد التعميد بالماء اختلافات في طريقة التعميد وفي فهم معنى الطقس. معظم المسيحيين يعمّدون أبناءهم على الطريقة الثالوثية «باسم الآب والابن والروح القدس» (تبعًا للإرسالية الكبرى)، ولكن بعضهم يعمّدون باسم يسوع وحده. أكثر بكثير من نصف المسيحيين يعمّدون الأطفال، ولكن كثيرًا آخرين، كالكنائس المعمدانية، تعتقد أن معمودية المؤمن وحدها هي المعمودية الحق. في بعض الفرق، كالكنائس الأرثوذكسية المشرقية، يُعطى المعمَّد قلادة فيها صليب يرتديها بقيّة حياته، وهو عُرف مستلهَم من المجمع المسكوني السادس بالقسطنطينية.
أصبح مصطلح «المعمودية (أو التعميد أو العماد)» يستعمل مجازًا للإشارة إلى أي طقس أو محاكمة أو تجربة يدخل فيها الإنسان في دين أو يطهَّر أو يسمَّى.

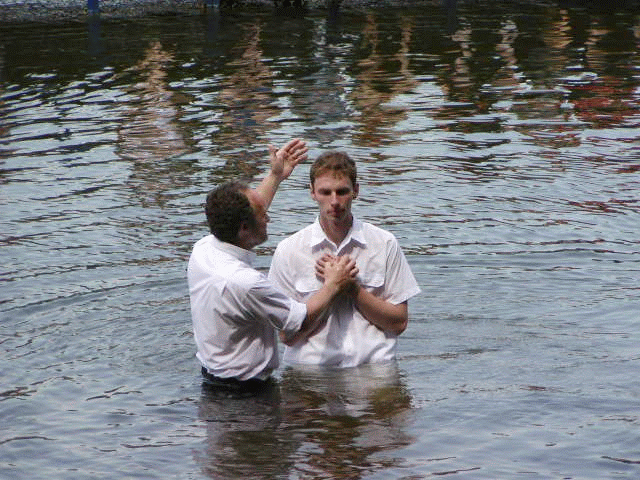
المعمودية.

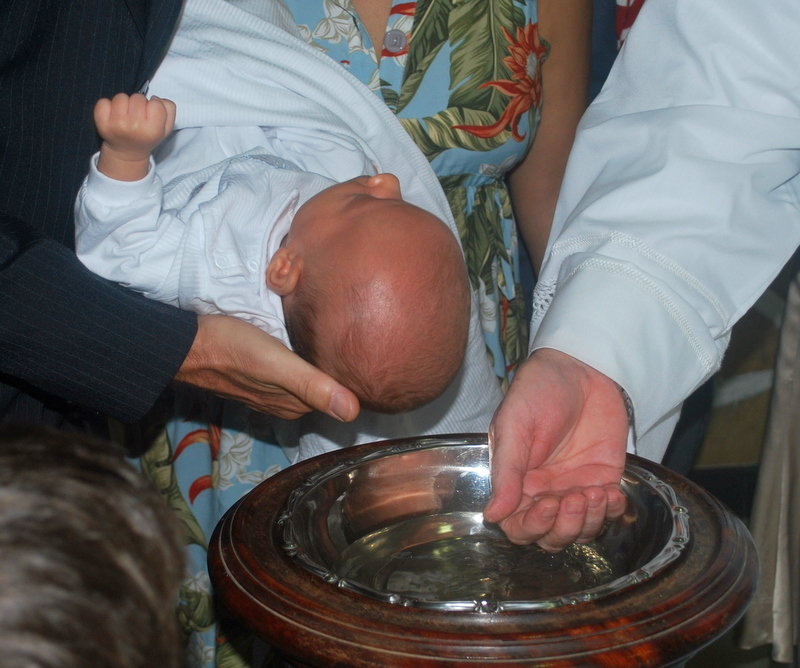
المعمودية، وهو سر دخول المرء في المسيحية.

## التأثيل

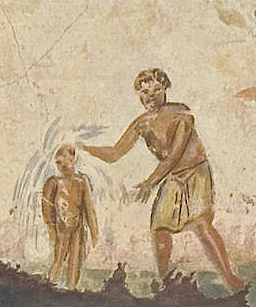
المعمودية

الكلمة الإنكليزية (baptism) مشتقّة اشتقاقًا غير مباشر عبر اللاتينية من الاسم الإغريقي المحايد بابتيسما (بالإغريقية βάπτισμα، ومعناه «الغسل، الغمس») وهو تعبير جديد في العهد الجديد مشتقّ من الاسم الإغريقي المذكّر بابتيسموس (βαπτισμός) وهو مصطلح للغسل الطقسي في النصوص الإغريقية لليهودية الهلينية في فترة الهيكل الثاني، كالترجمة السبعينية. كلا الاسمين مشتقّ من الفعل بابتيزو (βαπτίζω، «أغسل»)، وهو مستعمل في النصوص اليهودية للغسل الطقسي، وفي العهد الجديد يستعمل للغسل الطقسي ولطقس المعمودية الذي يبدو أنه جديد.
الفعل الإغريقي بابتو (βάπτω) «غمس»، الذي اشتُقّ منه بابتيزو، أُعيد فرضيًّا إلى الجذر الهندي الأوروبي *gʷabh-، وله المعنى نفسه.
تستعمل الكلمات الإغريقية لمعانٍ كثيرة. في الهلينية βάπτω وβαπτίζω كان لهما معنى الغمس أو الغطس العام، واستُعملا بمعنى الهلاك (الذي يحدث عند غرق سفينة أو إنسان)، وهو المعنى المزدوج نفسه الذي في التعبيرين الإنكليزيين "to sink into" أو "to be overwhelmed by"، وكذلك استعملا بمعنى الاغتسال أو الغسل أحيانًا، وعادةً في سياقات طقسية.

## التاريخ
إن شعيرة المعمودية نشأت من الشعائر الطقسية اليهودية في فترة الهيكل الثاني، التي نشأ منها يوحنا المعمدان. فعلى سبيل المثال، تصف نصوص عديدة في مخطوطات البحر الميت في قمران شعائر طقسية فيها غسل واغتسال ورشّ وغمس. مثالٌ على هذه النصوص نصٌّ في المخطوطات يُعرف باسم حُكم المجتمع، يقول «وبإطاعة روحه لأحكام الله يتطهر جسمه برشّه بالماء المطهّر وبتقديسه بمياه التوبة». يمارس المندائيون، وهم أتباع يوحنا المعمدان، معمودية الغمس التام (مسبوتا) وهي عندهم طقس تطهير. يعتقد أن المندائيين تركوا وادي الأردن في القرن الأول الميلادي. اتّخذ يوحنّا المعمدان، الذي يعتبر من أسلاف المسيحية، المعمودية سرًّا مركزيًّا في حركته المسيحانية. فرّق الرسول بولس بين معمودية يوحنا («معمودية التوبة») والمعمودية باسم يوسع، ولا يُعرَف إذا كانت المعمودية المسيحية مرتبطة بمعمودية يوحنا. ولكن، حسب مرقس 1:8، يبدو أن يوحنا ربط معموديته بنوع من معمودية يسوع النهائية، وهي معمودية الروح. يعتقد المسيحيون أن يسوع هو الذي شرع سرّ المعمودية.
ومع أن نوعًا من الغمس كان على الراجح أشيَع طرق المعمودية في الكنيسة المبكرة، فإن كثيرًا من الكتابات في الكنيسة القديمة يبدو أنها ترى هذا النوع من المعمودية غير مهم. سمحت رسالة الديداخي 7.1–3 (60–150 للميلاد) بممارسات السكب على رأس إذا لم يمكن الغمس. كذلك أجاز ترتليان (196–212 للميلاد) أساليب متنوعة للمعمودية وإن كانت هذه الأساليب غير مطابقة للأحكام الكتابية أو التراثية. أخيرًا، صرّح سيبريان (256 قبل الميلاد تقريبًا) بأن مقدار الماء غير مهم ودافع عن الغمس والسكب والرشّ (الرسالة 75.12). نتيجة ذلك، لم يكن للمعمودية طريقة ثابتة أو موحدة في الكنيسة القديمة قبل القرن الرابع.
في القرنين الثالث والرابع، شملت المعمودية التعليم المسيحي والميرون وإخراج الأرواح ووضع الأيدي وتلاوة العقيدة.
في بواكير العصور الوسطى شاعت معمودية الأطفال وبُسّط الطقس كثيرًا. في أوروبا الغربية أصبح السكب هو الطريقة العادية للمعمودية بين القرنين الثاني عشر والرابع عشر، ولكن الغمس لم يزل ممارسًا حتى السادس عشر. في فترة القرون الوسطى، رفض بعض غلاة المسيحيية طقس المعمودية. فرق منها التونكارديون والكاثاريون والأرنولديون والبتروبروسيانيون والهنريكان وإخوة الروح الحرّة واللولارديون، كلهم رمتهم الكنيسة الكاثوليكية بالهرطقة. في القرن السادس عشر، استعاد مارتن لوثر المعمودية بوصفها سرًّا مقدسًا، ولكن المجدد السويسري هلدريتش زوينغلي اعتبر المعمودسة وعشاء الرب طقسين رمزيين. رفض تجديديو العماد صلاح معمودية الأطفال، وجددوا تعميد الذين دخلوا في صفوفهم.

## معمودية المندائيين
يمارس المندائيون، وهم أتباع يوحنا المعمدان، معمودية الغمس التام (مسبوتا) وهي عندهم طقس تطهير لا طقس إدخال. وقد يكون المندائيون أول من مارس المعمودية. يتعمّد المندائيون في أيّام الأحد (هابشابا)، إذ يرتدون عباءة بيضاء طثسية (رستا). تشمل معمودية المندائيين غمسًا ثلاثيًّا تامًّا بالماء، وتأشيرًا ثلاثيًّا على الجبهة بالماء وشربًا ثلاثيًّا للماء. ثم يزيل الكاهن (الربي) خاتمًا من الآس يرتديه المعمَّد ويضعه على جبهته. ثم يصافح الكاهن المعمَّد (كوشتا- يد الحقيقة). الماء الحي (الماء المتدفّق الطبيعي العذب) ضروري للمعمودية، لذا فلا تكون إلا في الأنهار. كل الأنهار تسمّى الأردن (يردنا)، ويعتقد أنه تتغذّى من عالم النور. عند ضفّة النهر، تمسَح جبهة المندائي بزيت السمسم ويشارك بتناول الخبز والماء. تتيح معمودية المندائيين الخلاص بالاتصال بعالم النور وغفران الذنوب.

## معمودية اليزيديين
تسمّى معمودية اليزيديين مور كيرين (حرفيًّا: «الختم»). تقليديًّا، يعمّد الأطفال اليزيديون عند ولادتهم من كانيا سيبي (النبع الأبيض) في مدينة لاليش. تتألف المعمودية من سكب الماء من النبع على رأس الولد ثلاث مرّات.

### في اليهودية
- ميكفاه (غسل يهودي)

### في الإسلام
- الغسل في الإسلام (من أحواله قبل اعتناق الإسلام تطهرًا من الشرك والكفر)